# Альт-Інфо
Альт-Інфо — грузинський проросійський телеканал та інформаційний онлайн-портал. Заснований у 2019 році як праворадикальне угруповання, члени якого відомі своїми проросійськими, антиукраїнськими та гомофобними поглядами. 
У листопаді 2020 року телеканал отримав дозвіл Національної комісії з питань комунікацій Грузії, а в січні 2021 року розпочав телевізійне мовлення.

## Історія
ТОВ «Альт-Інфо» заснували Шота Мартиненко та Ціала Моргошія у січні 2019 року, кожен з яких володіє половиною акцій компанії. Члени «Альт-Інфо» брали участь в організації кількох демонстрацій та протестів, зокрема протестів проти Тбіліського прайду у 2021 році. Одним зі спонсорів «Альт-Інфо» є Костянтин Моргошія, проросійський бізнесмен, який був одним із засновників «Грузинського маршу» та «Альянсу патріотів Грузії».
У листопаді 2021 року члени «Альт-Інфо» створили політичну партію «Консервативний рух». Партія була офіційно зареєстрована Національним агентством публічного реєстру 7 грудня. Члени «Альт-Інфо» також брали участь у створенні неприбуткової (некомерційної) юридичної особи «Альтернатива для Грузії» у 2019 році.
Платформа називає своєю головною метою «подолання агресивної цензури, нав'язаної ідеологічним мейнстрімом, та надання аудиторії якомога повнішої та об'єктивнішої інформації».
5 листопада 2020 року Facebook заявив, що видалив мережу, пов'язану з «Альт-Інфо», за «скоординовану неавтентичну поведінку». 1 березня 2022 року офіційний сайт був атакований і закритий хакерами.
20 липня 2023 року шість депутатів Європарламенту закликали керівництво ЄС запровадити санкції проти «Альт-Інфо» і Костянтина Моргошія.